# Grand Prix automobile de Monterrey
Ne pas confondre avec le Grand Prix automobile de Monterey, disputé sur le circuit de Laguna Seca.
Le Grand Prix automobile de Monterrey était une manche du championnat Champ Car (anciennement CART), disputée dans le  Parc Fundidora à Monterrey au Mexique. Ce Grand Prix ne doit pas être confondu avec le Grand Prix automobile de Monterey.

## Noms officiels
Les différents noms officiels du Grand Prix automobile de Monterrey au fil des éditions :
- 2001 : Tecate/Telmex Monterrey Grand Prix Presented by Herdez
- 2002 : Tecate/Telmex Monterrey Grand Prix
- 2003 : Tecate/Telmex Grand Prix
- 2004 : Tecate/Telmex Monterrey Grand Prix
- 2005 : Tecate/Telmex Monterrey Grand Prix Presented by Roshfrans
- 2006 : Tecate Grand Prix of Monterrey Presented by Roshfrans

## Palmarès
| Année | Vainqueur          | Voiture            | Championnat            | Résultats |
| ----- | ------------------ | ------------------ | ---------------------- | --------- |
| 2001  | Cristiano da Matta | Lola-Toyota        | CART World Series      | Résultats |
| 2002  | Cristiano da Matta | Lola-Toyota        | CART World Series      | Résultats |
| 2003  | Paul Tracy         | Lola-Ford/Cosworth | CART World Series      | Résultats |
| 2004  | Sébastien Bourdais | Lola-Ford/Cosworth | Champ Car World Series | Résultats |
| 2005  | Bruno Junqueira    | Lola-Ford/Cosworth | Champ Car World Series | Résultats |
| 2006  | Sébastien Bourdais | Lola-Ford/Cosworth | Champ Car World Series | Résultats |